# Jüdischer Friedhof (Bad Schwalbach)

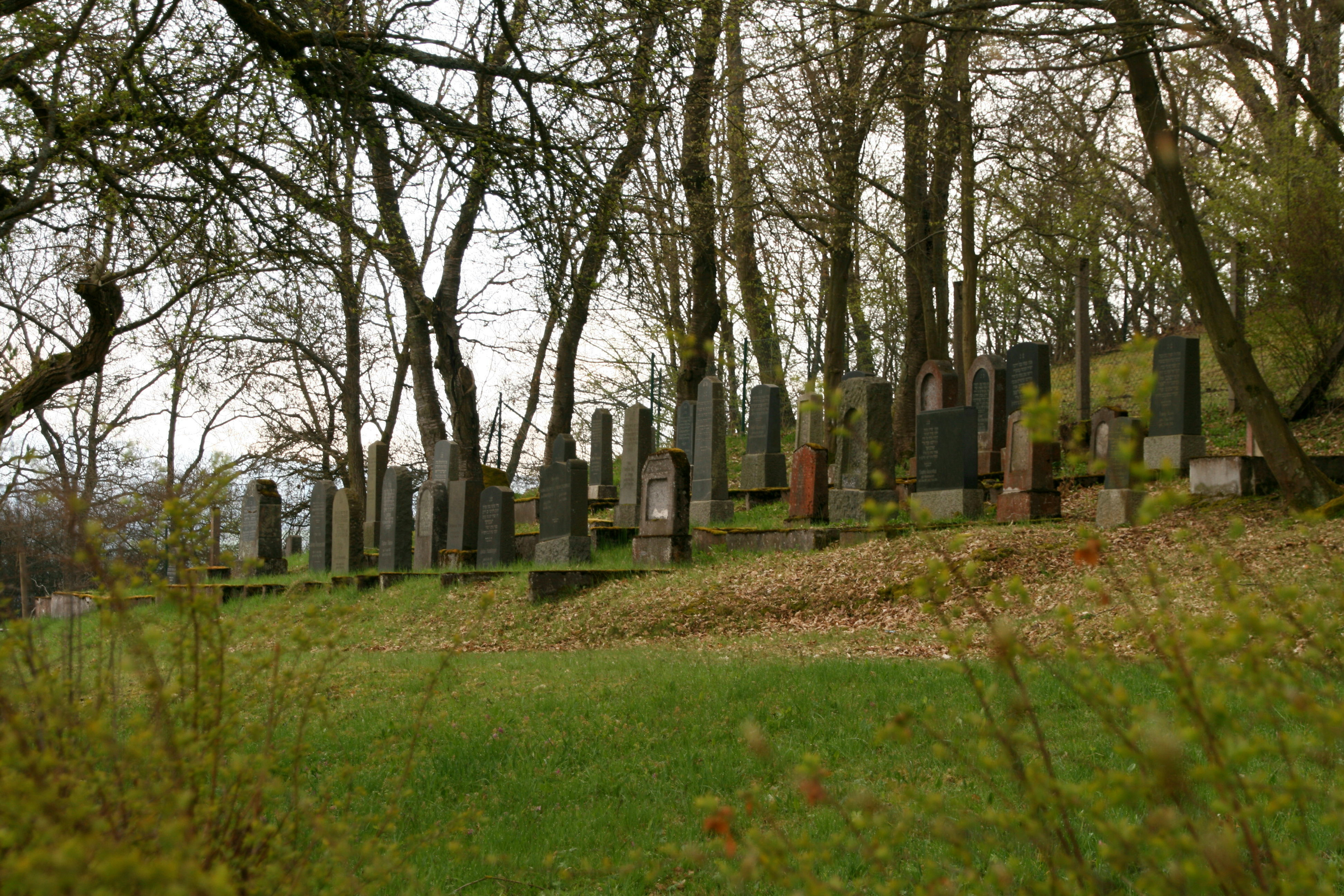
Jüdischer Friedhof in Bad Schwalbach

Der jüdische Friedhof Bad Schwalbach, in der gleichnamigen Kreisstadt im südhessischen Rheingau-Taunus-Kreis in Hessen, befindet sich im nordöstlichen Teil der Stadt zwischen den Straßen Am Schänzchen und Mühlweg.

## Beschreibung
Der jüdische Friedhof Bad Schwalbach besteht aus zwei Teilen. Der ältere Friedhofsteil wurde im 19. Jahrhundert angelegt und diente bis etwa 1910 als Begräbnisstätte. Er befindet sich an der Straße Am Mühlweg. Direkt angrenzend wurde planmäßig ein jüngerer Friedhof angelegt, welcher bis zum Jahr 1938 von der jüdischen Gemeinde belegt wurde. Dieser Friedhof befindet sich an der Straße Am Schänzchen.
Die jüdische Gemeinde (Filialgemeinde) bestand von 1873 (154 Personen) bis in die NS-Zeit und erreichte um 1900 ihren höchsten Mitgliederstand, wobei auch jüdische Badegäste hinzukamen. Auf dem älteren Friedhof sind viele umgestürzte Grabsteine vorhanden, welche überwiegend im 19. Jahrhundert errichtet wurden. Für den jüngeren Friedhof sind ca. 50 Grabsteine mit Grabstellen vorhanden, von denen einige in einem relativ guten Zustand erhalten sind und die Inschrift lesbar ist.
Die Areale beider Friedhofsteile bestehen aus schmalen, langgestreckten Flächen mit teilweise ausgeprägter Hanglage im Stadtrandbereich und besitzen keine Ummauerung. Sie werden jeweils von Maschendrahtzaun abgegrenzt und sind größtenteils mit hohen Bäumen dicht bewachsen. Der Zugang zum Friedhof wird durch ein einfaches Tor aus feuerverzinktem Eisen verschlossen.
Die Friedhofsfläche umfasst 54,81 Ar und ist im Denkmalverzeichnis des Landesamts für Denkmalpflege Hessen als Kulturdenkmal aus geschichtlichen Gründen eingetragen.